# Bayer CropScience
Pour les articles homonymes, voir BCS.
Bayer CropScience (BCS) est une ancienne entreprise agrochimique allemande, filiale du groupe  Bayer, dont le siège est à Monheim am Rhein (Rhénanie-du-Nord-Westphalie). Elle a réalisé en 2014 un chiffre d'affaires de 9,494 milliards d'euros, en progression de 11,2 % par rapport à l'exercice précédent
Cette société est issue, lors de la restructuration du groupe Bayer AG en octobre 2002, de la fusion de l'ancienne division de protection des végétaux de Bayer (créée en 1924) et d'Aventis CropScience (ACS) acquise en 2001.
Le 1er janvier 2016, elle est remplacée par une simple division  du groupe Bayer, appelée Crop Science, dans le cadre de « New Bayer », la nouvelle stratégie du groupe.
Les principaux sites de production allemands se situent à Dormagen, dans le parc industriel Höchst (Francfort) et dans le Knapsack Chemical Park (Huerth).
Le siège des filiales européennes de BCS (région EMEA) est installé à  Lyon (France).
Bayer CropScience compte près de 90 filiales dans le monde entier et comprend, sur le plan opérationnel, trois grands domaines : 
- Crop Protection (CP)
- Environmental Science (ES)
- Bio Science (BS)

Crop Protection (protection des cultures), avec 80,4 % du chiffre d'affaires total, est la principale activité de l'entreprise.
Ce secteur d'activité concerne la protection chimique des plantes dans le domaine de l'agriculture. 
Environmental Science (sciences de l'environnement) couvre toutes les applications non agricoles. Celles-ci comprennent des produits pour l'entretien des pelouses et divers insecticides. 
Bio Science offre des solutions dans les domaines de la biotechnologie et de l'amélioration des plantes.
En septembre 2011, Sandra Peterson, ancienne directrice, a annoncé que d'ici 2015 400 millions d'euros seront investis annuellement dans le domaine du génie génétique végétal. Les dépenses totales en recherche et développement dans le domaine des semences devraient augmenter de 20 % à 850 millions par an. 
Dans la protection des cultures conventionnelles on veut être séparé de fonds plus âgés, entre autres sont ici 2012, tous les insecticides, qui sont évalués par l'OMS comme particulièrement nocifs, sont retirés du programme.
Les dépenses totales en recherche et développement dans le domaine des semences devraient augmenter de 20 % pour atteindre 850 millions d'euros par an.
Dans la protection des cultures conventionnelle, l'objectif est de se séparer des produits les plus anciens, notamment tous les insecticides évalués par l'OMS comme particulièrement nocifs doivent être abandonnés à partir de 2012.

## Produits et problèmes

### Clothianidine
Au printemps 2008, on a constaté dans certaines régions du sud-ouest de l'Allemagne une importante mortalité des populations d'abeilles. 
La clothianidine, substance active d'un insecticide de Bayer CropScience servant à l'enrobage des semences, a été identifiée comme étant la cause de ce phénomène.  
Les autorités allemandes (Bundesamt für Verbraucherschutz und Lebensmittelsicherheit - BVL )  ont alors suspendu l'utilisation de cette substance et d'autres insecticides de la même famille (néonicotinoïdes). 
En 2010, la Commission européenne a autorisé l'utilisation des insecticides contenant des néonicotinoïdes, y compris pour le traitement des semences, en demandant que l'enrobage des graines soit de bonne qualité pour « réduire au minimum la libération de poussières durant l’application sur les semences, le stockage et le transport »  et que le matériel utilisé pour l'application soit adapté de manière à assurer « un degré élevé d’incorporation dans le sol ainsi que la réduction au minimum des pertes et des émissions de poussières ».

### Mélange de riz transgénique
En 2006 Bayer CropScience a signalé que des traces d'une variété de riz transgénique (variété -lignée LL 601- tolérante à un herbicide), alors en phase de test et que Bayer n'avait pas l'intention de commercialiser, avaient été trouvées dans les chaînes d'alimentation humaine ou animale aux États-Unis.
L'USDA et la FDA, après avoir revu les données scientifiques disponibles, ont conclu qu'il n'y avait aucun risque sanitaire ou environnemental.
Selon la Commission européenne des traces de cette variété de riz ont été trouvées en septembre 2006 dans des importations de riz en provenance des États-Unis.
En mars 2011, Bayer CropScience a été condamnée par un tribunal de Stuttgart (Arkansas) à payer des dommages d'un montant de 136,8 millions de dollars à la société Riceland Foods, car cette dernière a dû cesser ses exportations de riz classique en raison des exigences de l'UE.
En juillet 2011, Bayer CropScience a accepté de payer 750 millions de dollars pour solder les poursuites liées à la contamination de riz américain par un de ses riz transgéniques en 2006. Cet accord couvre tous les producteurs ayant cultivé du riz long grain entre 2006 et 2010.